# Hypena tatorhina
Hypena tatorhina là một loài bướm đêm trong họ Erebidae.